# Kock (stad)
Kock is een stad in het Poolse woiwodschap Lublin, gelegen in de powiat Lubartowski. De oppervlakte bedraagt 16,79 km², het inwonertal 3509 (2005).